# Быстрянка (Калининградская область)
Быстрянка (до 1945 г. — Budwischken (Oberndorf): 1601 Budewegschen, 1626 Budischken, 1662 Budwischken) — посёлок в Правдинском районе Калининградской области. Входит в состав Мозырьского сельского поселения.

## География
Находится в 64 км от областного центра, Калининграда (бывший Кёнигсберг). Через поселок протекает одноимённая речка — Быстрянка. По состоянию на 06.11.2009 — постоянно проживающих — 10 человек, временно проживающих — 7 человек. Главная улица посёлка называется Речная.

## История
Образован в 1936 году, до 1946 года входил в состав Восточной Пруссии — Landkreis Gerdauen, Koenigsberg Pr.
Население: 894 человека по данным на 17.05.1939.
По некоторым данным, часть посёлка Перевалово (бывший Muldszen (Mulden): 1601 Molotschen, 1644 Moldtschen, 1662 Moldszen, 1681 Muldszen). Mulden / Muldszen существовала уже в XVI веке, а в 1603 году была построена фахверковая кирха.
Лютеранская кирха из полевого камня и кирпича была сооружена на месте капеллы в 1808 году.

## Население
| 2002 | 2010 |
| ---- | ---- |
| 16   | ↘14  |

## Экономика
Водопроводные, канализационные, газовые коммуникации отсутствуют. Водоснабжение — колодец. Электроснабжение — имеется, в зимний период напряжение 165 Вольт. Дренажная система — немецкая, частично разрушенная, но исправно работающая. Телефонизация — одна пара наземной линии связи, но имеется покрытие зоной мобильной связи. Телевидение — эфирное отсутствует, только спутниковое, либо эфирные каналы Польши.